# Kyaka
Kyaka este o așezare situată în partea nord-vestică a Tanzaniei, în Regiunea Kagera. La recensământul din 2002 înregistra 2284 locuitori.